# Rochester Royals 1952-1953
La stagione 1952-53 dei Rochester Royals fu la 5ª nella NBA per la franchigia.
I Rochester Royals arrivarono secondi nella Western Division con un record di 44-26. Nei play-off persero la semifinale di division con i Fort Wayne Pistons (2-1).

## Roster
| N° | Naz.                   | Ruolo | Sportivo        | Anno | Alt. | Peso |
| -- | ---------------------- | ----- | --------------- | ---- | ---- | ---- |
| 3  | Stati Uniti (bandiera) | G     | Jack McMahon    | 1928 | 185  | 84   |
| 9  | Stati Uniti (bandiera) | G     | Bobby Wanzer    | 1921 | 183  | 77   |
| 10 | Stati Uniti (bandiera) | AC    | Jack Coleman    | 1924 | 201  | 88   |
| 11 | Stati Uniti (bandiera) | GA    | Bob Davies      | 1920 | 183  | 79   |
| 12 | Stati Uniti (bandiera) | AC    | Arnie Johnson   | 1920 | 196  | 107  |
| 14 | Stati Uniti (bandiera) | AC    | Arnie Risen     | 1924 | 206  | 91   |
| 15 | Stati Uniti (bandiera) | G     | Odie Spears     | 1924 | 196  | 93   |
| 16 | Stati Uniti (bandiera) | G     | Red Holzman     | 1920 | 178  | 79   |
| 18 | Stati Uniti (bandiera) | AC    | Cal Christensen | 1927 | 196  | 95   |
| 20 | Stati Uniti (bandiera) | AC    | Alex Hannum     | 1923 | 201  | 95   |

## Staff tecnico
- Allenatore: Les Harrison